# أحرف منفصلة

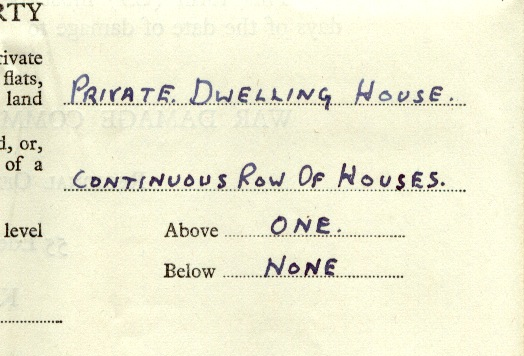
تفصيل نموذج مليء بأحرف كبيرة مكتوبة بخط اليد

الحروف المنفصلة أو ما تعرف ب (الخط المطبوع على الآلة الكاتبة أو أسلوب الكرة والعصا عند الأكاديميين) تستخدم أسلوب سانس سيريف (أو «القوطي») لكتابة الحروف اللاتينية بحيث يكون كل حرف منفصل دون توصيل أو شبك الحروف ببعضها. في البلدان الناطقة بالإنجليزية، غالبا ما يلقّن الأطفال الكتابة  بالحروف المنفصلة كبداية لتعلم الكتابة، وفي مرحلة متقدمة يتم تعليمهم الكتابة المتشابكة .
في الاستمارات الرسمية، غالبا ما يطلب منك «أطبع من فضلك». وهذا لأن الكتابة بخط اليد تكون أحرف متشابكة ويصعب قرائتها مما يجعل تقسميها في الصناديق صعباً وغير دقيق.
ويستخدم أسلوب الكتابة بالحروف المنفصلة  كمرادف لأسلوب الكتابة بالحروف الكبيرة , أي كتابة الكلمات الأنجليزية بحيث تكون جميع أحرفها كبيرة (كابيتال).غير أن هذا ليس ضرورياً: ففي حالات تتعلق ببراءات الأختراع والعلامات التجارية وتسجيل التصميمات، وجد أن مصطلح «الحروف المنفصلة» وجد ليشمل كلا من الحروف الكبيرة (كابيتال) والصغيرة.